# .biz

로고

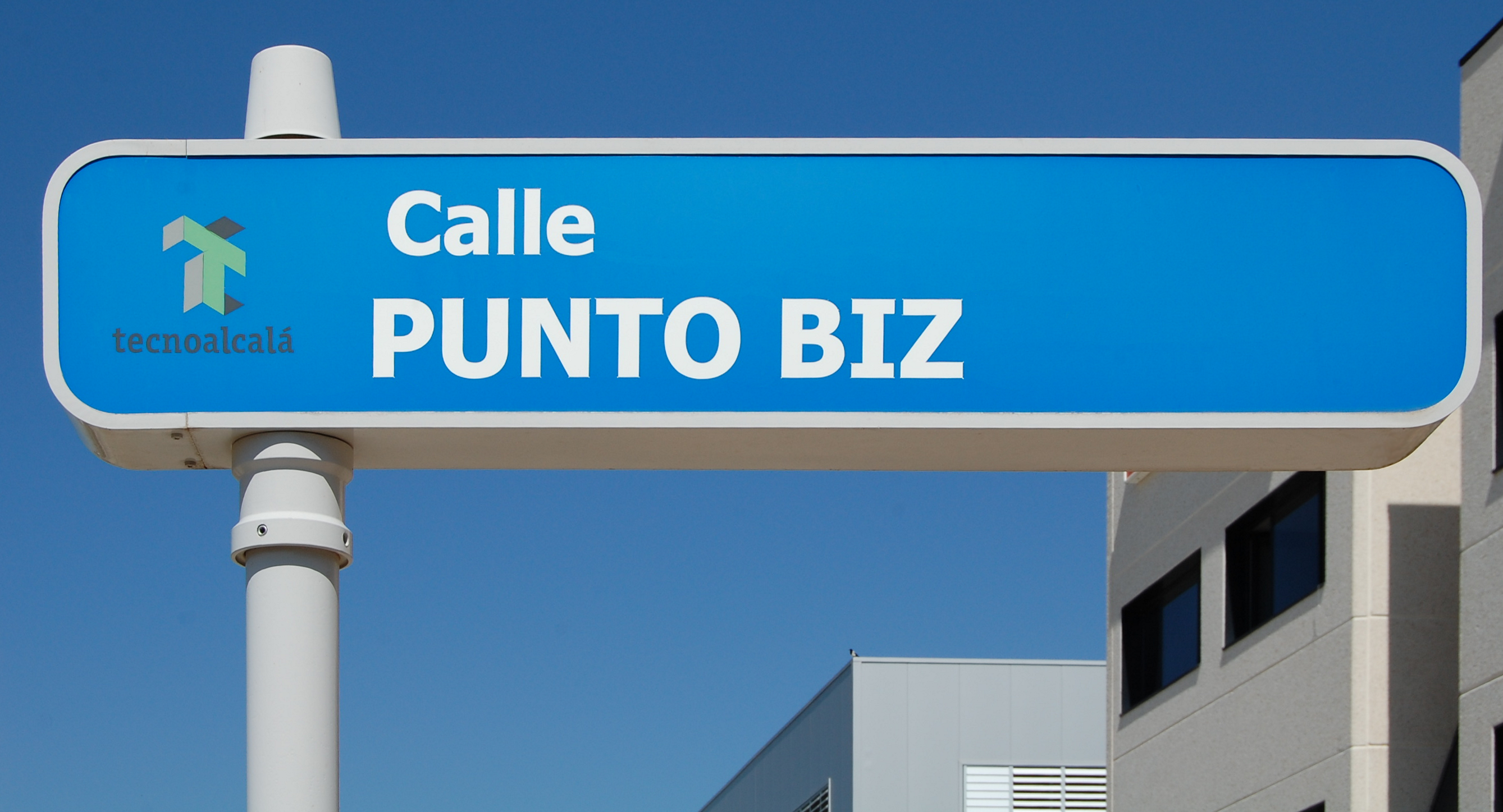

.biz 도메인은 business의 약자이며, .com, .net, .org 도메인과 같이 일반인이 등록할 수 있는 일반 최상위 도메인이다.

## 역사
biz TLD는 com 최상위 도메인의 도메인 이름에 대한 수요를 일부 완화하고 com에서 선호하는 도메인 이름이 이미 다른 당사자에 의해 등록된 기업에 대한 대안을 제공하기 위해 만들어졌다. "선의의 사업 또는 상업적 사용"을 위한 것이어야 한다는 점을 제외하고는 비즈니스 도메인 이름을 등록하기 위한 구체적인 법적 또는 지리적 자격이 없다. 이는 1990년대 후반 인터넷 상거래에 대한 관심이 높아짐에 따라 도메인 이름 시스템의 확장에 따라 ICANN이 승인한 첫 번째 새 gTLD 배치로 여러 다른 도메인과 함께 2001년에 만들어졌다. 원래 2020년까지 뉴스타(Neustar)에서 관리했던 TLD는 현재 고 대디에서 관리하며 등록은 공인 등록 기관을 통해 처리된다.
새로 설치된 다른 최상위 도메인과 달리, biz 등록 기관에서는 상표 소유자에게 먼저 등록 기회를 부여하는 일출 기간을 구현하지 않고 대신 상표 소유자가 지적 재산권 주장을 제기할 수 있는 "IP 클레임스 서비스"(IP Claims Service)라는 절차를 사용했다. 사전에 스타트업 상표 반대 정책(STOP)이라는 정책을 통해 최종 등록자에게 이의를 제기한다. 이 프로세스는 개념 증명 보호 서비스이자 선라이즈(Sunrise) 정책의 대안으로 제프리 J. 뉴먼(Jeffrey J. Neuman)에 의해 만들어졌다. 이 정책을 통해 상표 소유자가 다른 등록자로부터 여러 도메인을 성공적으로 획득했다. 논란의 여지가 있는 사례에는 Paint.biz 및 Canadian.biz가 포함되었으며, 후자는 법원 결정에 의해 취소되었다.